# Jakob Leutscher
Jakob Koos Leutscher (22 mei 1927 – 30 juli 1997) was een Nederlands ondernemer. Als onroerend-goed-speculant raakte hij geregeld in opspraak. Hij was tegenspeler van de VARA en haar voormalige ombudsman Marcel van Dam in de zogeheten Exota-affaire.
In december 1996 veroordeelde het gerechtshof in Amsterdam de omroep en Van Dam tot betaling van ruim 7 miljoen gulden aan het Nederlands Trustkantoor voor Belegging en Financiering in Amsterdam. Dat kantoor, waarvan Leutscher directeur was, bezat rechten op de claim van het failliete frisdrankbedrijf Van Tuijn, op de VARA en op Van Dam. Van Tuijn's limonadefabrieken was leverancier van priklimonade Exota.
Twee jaar later oordeelde de Hoge Raad dat de schadevergoeding alsnog aan de familie Van Tuijn moest worden uitbetaald en niet aan de -inmiddels overleden- Leutscher.
Leutscher is begraven in zijn toenmalige woonplaats, de Spaanse plaats Alicante.